# 烏頭山統一展望台
烏頭山統一展望台（オドゥサンとういつてんぼうだい）は大韓民国（韓国）京畿道坡州市炭県面にある、朝鮮民主主義人民共和国（北朝鮮）に面した展望台。民間人統制区域にある韓国軍管理下の都羅展望台と異なり、民間の韓国人も含め、事前の許可なしに自由に立ち入ることができる。写真撮影も可能。ただし、民間人統制区域外にあるものの、川（軍事境界線になっている）を挟んで対岸は北朝鮮という特殊な環境にあるため、政治状況によっては軍の立ち入り規制により臨時休館する場合がある。2024年より入場料が無料となった。

## 概要
展望台は漢江（ハンガン）と臨津江（イムジン河）の合流点を望む標高118mの古代の城跡に建てられており、北朝鮮による宣伝村などを望遠鏡などで一望することができる。

## 展望台内部の様子
展望台の建物は地上4階（実質3階）、地下1階で、以下のような構成になっている。
- 3～4階：ガラス張りの展望室で、外国人向けに日本語・英語・中国語で説明ビデオが流される。
- 2階：統一政策の変遷の展示室。主に韓国人向けに北朝鮮の資料映像を上映する映像室がある。
- 1階：北朝鮮の生活や南北共同事業の製品を展示。
- 地階：子供体験館

## 展望台外部の様子
前庭に「統一祈願の太鼓」、遥拝壇（北朝鮮区域に墓のある先祖の祭りを行う施設）、独立時の民族運動家・曺晩植（チョ・マンシク）の銅像がある。

## 展望台への行き方
- 首都圏電鉄京義・中央線金村駅から市内バス033番にて約30分。統一東山公営駐車場下車。展望台まで徒歩約20分。入場無料化により、駐車場と展望台を結ぶシャトルバスは廃止された。